# Allemagne au Concours Eurovision de la chanson 2001
 (décembre 2023).
Si vous disposez d'ouvrages ou d'articles de référence ou si vous connaissez des sites web de qualité traitant du thème abordé ici, merci de compléter l'article en donnant les références utiles à sa vérifiabilité et en les liant à la section « Notes et références ».
L'Allemagne a participé au Concours Eurovision de la chanson 2001 à Copenhague au Danemark. C'est la 46e participation de l'Allemagne au Concours Eurovision de la chanson.
Le pays est représenté par Michelle et la chanson Wer Liebe lebt, sélectionnées via une finale nationale organisée par le diffuseur allemand ARD.

## Sélection
Le diffuseur allemand ARD choisit l'artiste et la chanson pour représenter l'Allemagne au Concours Eurovision de la chanson 2001 au moyen d'une finale nationale nommé Countdown Grand Prix 2001.
L'émission de la sélection nationale, présentée par Axel Bulthaupt, a lieu le 2 mars 2001 au Stadthalle, à Brême en Allemagne.
Douze chansons sont présentées. La chanson se qualifiant pour l'Eurovision 2001 est choisie au moyen d'un télévote.
| Numéro | Interprète                              | Chanson Musique (M) et paroles (P)                                                                 | Premier tour Place | Deuxième tour Place |
| ------ | --------------------------------------- | -------------------------------------------------------------------------------------------------- | ------------------ | ------------------- |
| 04.    | Michelle                                | Wer Liebe lebt M : Gino Trovatello, Matthias Stingl; P : Eva Richter                               | 22,2 % 01.         | 36,4 % 1.           |
| 08.    | Lesley, Joy & Brigitte                  | Power of Trust M : Guido Craveiro, Jason Homan; P : Jason Homan                                    | 22,1 % 2.          | 34,7 % 2.           |
| 12.    | Lou & Band                              | Happy Birthday Party M : Ralph Siegel; P : Bernd Meinunger                                         | 18 % 03.           | 28,7 % 3.           |
| 01.    | German Tenors                           | A Song for Our Friends M : Ralph Siegel; P : Bernd Meinunger                                       | 16,4 % 04.         | –                   |
| 07.    | Illegal 2001                            | Ich weiß es nicht M/P : Illegal 2001                                                               | ? 05.              | –                   |
| 09.    | Zlatko                                  | Einer für alle M/P : Bob Arnz, Christoph Siemons                                                   | 3,7 % 06.          | –                   |
| 06.    | Tagträumer                              | Träumen und hoffen M : Mike Pro, Andy Jonas; P : Susanne Kemmel, Andy Jonas                        | ? 07.              | –                   |
| 03.    | Soultans                                | Set Me Free M : Tony Hendrik; P : Karin van Haaren                                                 | ? 08.              | –                   |
| 05.    | DJ Balloon                              | Techno Rocker M/P : Markus Binapfl, Gordon Delay, Gerd Lehmkuhl, Oliver Goedicke, Oliver Lübbering | 2,8 % 09.          | –                   |
| 02.    | Münchner Zwietracht & Rudolph Moshammer | Teilt Freud und Leid M : Wolfgang Köbele; P : Wolfgang Köbele, Hans Greiner                        | 2,28 % 10.         | –                   |
| 11.    | Kevin                                   | Playin’ on My Mind M : Lutz Fahrenkrog-Petersen; P : Mary Applegate                                | ? 11.              | –                   |
| 10.    | Wolf Maahn                              | Better Life M/P : Wolf Maahn                                                                       | ? 12.              | –                   |

Le Countdown Grand Prix 2001 a un peu plus de succès que le tour préliminaire de 2000. À son apogée, 14 millions de téléspectateurs regardent la sélection allemande.

## Eurovision
Wer Liebe lebt est la dix-neuvième chanson de la soirée, après la Pologne et avant l'Estonie. À l'issue des votes, elle obtient 66 points, terminant à la 8e place sur 23 candidats.

### Points attribués à l'Allemagne en finale
| 12 points | 10 points            | 8 points            | 7 points      | 6 points                                          |
| --------- | -------------------- | ------------------- | ------------- | ------------------------------------------------- |
|           | - Espagne - Portugal |                     | - Russie      | - France - Irlande                                |
| 5 points  | 4 points             | 3 points            | 2 points      | 1 point                                           |
| - Malte   | - Danemark - Pologne | - Norvège - Turquie | - Royaume-Uni | - Croatie - Estonie - Grèce - Lettonie - Pays-Bas |